# Urwälder von Komi
Koordinaten: 65° 4′ 0″ N, 60° 9′ 0″ O
Die Urwälder von Komi (russisch Девственные леса Коми) befinden sich im Nördlichen Uralgebirge in der Republik Komi in Russland. Sie sind das größte zusammenhängende Urwaldgebiet Europas und seit 1995 UNESCO-Weltnaturerbe.

## Geografie
Die Urwälder von Komi erstrecken sich auf einer Fläche von 32.800 km² am Westhang des nördlichen Uralgebirges, im Nordosten der Republik Komi. Das Gebiet verläuft im Westen über die Ebenen der Taiga und steigt dann nach Osten zum Ural hin an. Das Flachland im Westen des Gebietes befindet sich etwa 100 Meter über dem Meeresspiegel. In ihm finden sich Sumpfgebiete und Flussniederungen. Nach Osten hin wird das Terrain wellenförmig und geht in die Vorgebirge des Urals über. Südlich dieses Gebietes liegt das Petschora-Ilytsch-Naturreservat, eine mit Sand und Lehm bedeckte bewaldete Flachlandebene, die durch Gletscherströme entstanden ist. Die Vorgebirge werden unter anderem von den im Ural entspringenden Flüssen Ilytsch, Schtschugor und Podtscherje durchzogen, welche östlich in die Petschora münden. In der durch Auswaschung von Kalkstein entstandenen Karstlandschaft der Vorgebirge befinden sich zahlreiche unterirdische Höhlen, Krater, Steinsäulen und zeitweise wasserführende Flussbetten. Die östliche Grenze der Urwälder sind die Höhenzüge des Ural, in denen sich mit dem 1895 Meter hohen Narodnaja die höchste Erhebung des Gebietes befindet.

## Geschichte

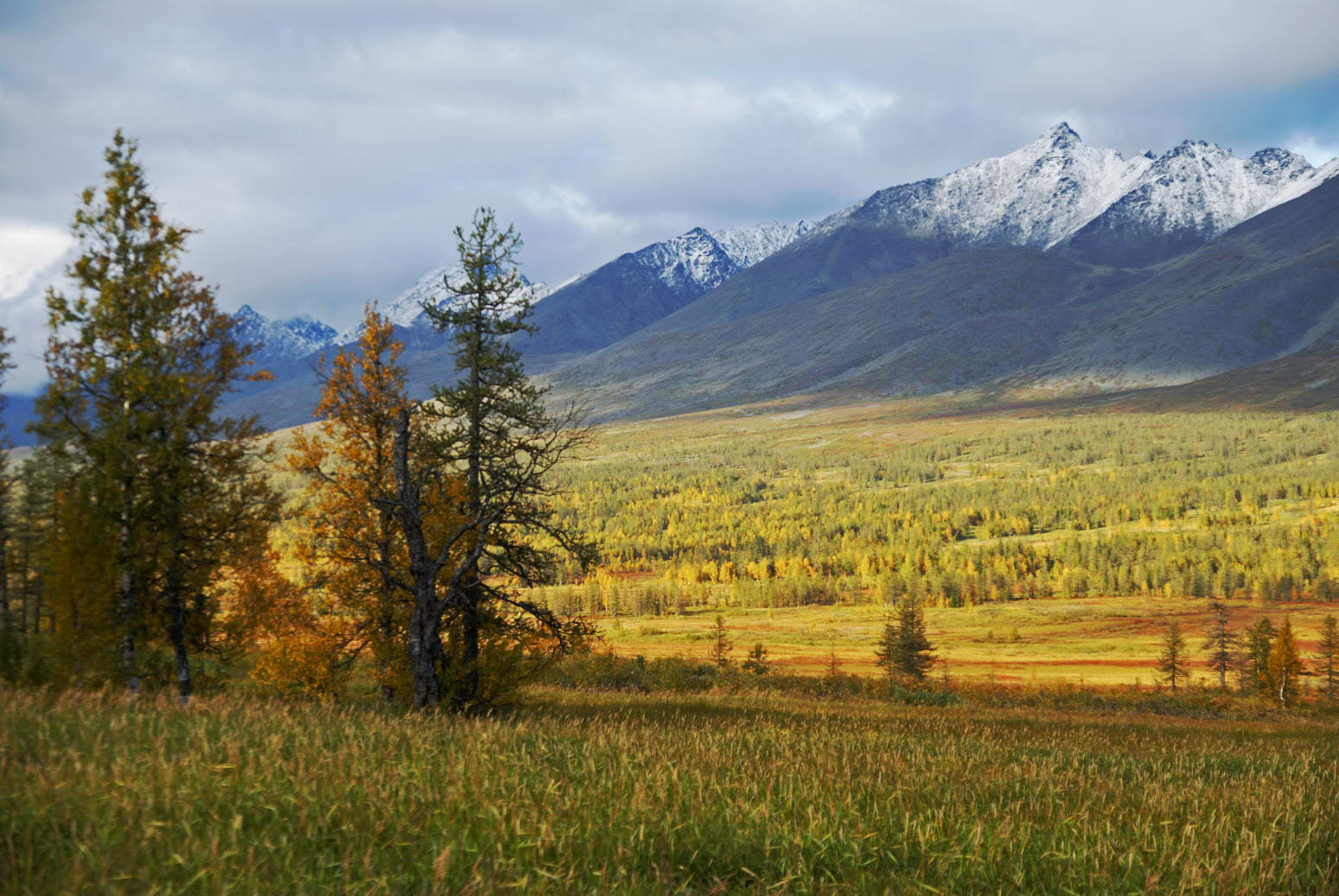
Der Bergrücken Sablinski im Nationalpark Jugyd Wa

Bei der vom 19. Sitzung des World Heritage Committee im Jahr 1995 in Berlin erhielten die Urwälder den Status UNESCO-Weltnaturerbe. Das zum Weltnaturerbe ernannte Gebiet umfasst das bereits 1930 gegründete und 1984 zum Biosphärenreservat erklärte Naturschutzgebiet Petschora-Ilytsch (721,3 km²), den 1994 geschaffene Nationalpark Jugyd Wa (18.917 km²) sowie eine 660 km² große Pufferzone.
Trotz der Anerkennung als Status des Weltnaturerbes gibt es seit den 1990er Jahren seitens der Regierung der Republik Komi Bestrebungen, die goldreichen Areale des Gebietes zu nutzen. Im Jahr 2010 wurden durch eine Verschiebung der Grenzen des Nationalparks Jugyd Wa Gebiete für den Bau einer Übertage-Goldmine freigegeben.

## Flora und Fauna
Der größte Teil der Urwälder ist von borealem Nadelwald bedeckt, der sich von den Sumpf- und Auenlandschaften in den Flachländern bis in die Vorgebirge des Ural zieht. Die Nadelwälder bestehen vorwiegend aus Waldkiefern sowie der Sibirischen Lärche, die vor allem in höheren Lagen wächst. In den Tälern gedeihen zudem Gemeine Fichten, Sibirische Tannen und Kiefern. In höheren Lagen wird der boreale Nadelwald von der subalpinen Vegetationsstufe, mit Grasland und Gebirgstundra abgelöst. Die Urwälder von Komi sind das einzige europäische Gebiet, in dem die Sibirische Kiefer zu finden ist.
Die Urwälder sind Lebensraum und Rückzugsgebiet für zahlreiche teils gefährdete beziehungsweise geschützte Tierarten, wie den Fischotter, den Wolf, den Europäischen Biber, den Eurasischen Luchs, den Vielfraß und den Zobel.
Zu den bekannten Säugetierarten gehören unter anderem Elche, Schneehasen, Baummarder, Europäische Gleithörnchen, Eichhörnchen und Braunbären. Neben dem Biber wurde auch die Bisamratte in dem Naturschutzgebiet neu angesiedelt. Unter den 204 bekannten Vogelarten befinden sich Schwarzspecht, Moorschneehuhn, Tannenhäher, Dreizehenspecht, Blauschwanz, Birkhuhn und Auerhuhn sowie einige Wasservögelarten (unter anderem Schellente, Gänsesäger, Waldsaatgans und Pfeifente). Nahezu alle Flüsse in den Urwäldern werden als Laichplätze von Lachsen genutzt. Neben Lachsen gehören auch Äschen und Coregonus-Arten zu den 16 bekannten Fischarten des Gebietes.